# Mohammed Al-Rawahi
Mohammed Faraj Abdullah Al-Rawahi (in arabo محمد بن فرج الرواحي‎?; Mascate, 26 aprile 1993) è un calciatore omanita, difensore del Fanja.

## Biografia
Mohammed ha un fratello Ahmed Al-Rawahi anch'egli calciatore.

## Carriera

### Club
Il 13 agosto 2023 è stato acquistato dal club italiano di Serie D dell'Asti, dove ha giocato per una stagione disputando una sola gara: il 28 aprile contro l'Alcione.

### Nazionale
Con la Nazionale omanita ha preso parte alla Coppa d'Asia 2019.